# Paratriodonta maroccana
Paratriodonta maroccana är en skalbaggsart som beskrevs av Brenske 1889. Paratriodonta maroccana ingår i släktet Paratriodonta och familjen Melolonthidae. Inga underarter finns listade i Catalogue of Life.